# 池田碩
池田 碩（いけだ ひろし、1939年 - ）は日本の地形学者、自然地理学者、奈良大学名誉教授。福岡県出身。

## 略歴
1965年に立命館大学大学院修士課程を卒業し、専門分野及び研究テーマは自然地理学であり、地形学を中心に開発や災害など自然と人間との関わりを考えている。
長く、奈良大学文学部地理学科で教鞭を執り、地形学、自然地理学、地理学講読・調査法、地理学演習を教えていたが、2010年に定年退職し、名誉教授となった。

## 人物
- 趣味は実益・研究を兼ねて地球上を広く歩きまわることである。
- 花崗岩の池田と二つ名を持つ

## 主な著書
- 池田碩 編『自然災害地:被災地を巡り、教訓を学ぶ』古今書院、2023年12月26日。ISBN 978-4772242356。 NCID BD0513540X。
- 志岐常正、池田碩、田結庄良昭 ほか 編『現代の災害と防災 ─その実態と変化を見据えて』本の泉社、2016年5月20日。ISBN 978-4780712766。 NCID BB21372230。
- 池田碩 編『地形と人間』古今書院、2005年4月1日。ISBN 978-4772250979。 NCID BA71548615。
- 池田碩 編『花崗岩地形の世界』古今書院、1998年6月1日。ISBN 978-4772216791。 NCID BA3682515X。